# آواز فارسی
آواز بخش کلامی غیر متریکِ مد در موسیقی سنتی ایرانی است. در واقع این نوع خاص از فرم موسیقایی برخلاف تصنیف الگوی ریتمی ثابت ندارد.
در سالهای ۱۳۴۴ و ۱۳۴۵ محمود کریمی تمامی آوازهایی را که توسط محمدتقی مسعودیه ضبط و رونویسی شده بود اجرا کرد. این نسخه در سال ۱۳۷۶ در تهران منتشر شد.